# Abbas ibn Firnas
Abou al-Qasim Abbas ibn Firnas ibn Wirdas al-Takurini (810-887), également connu sous le nom d'Abbas ibn Firnas, est un inventeur, médecin, chimiste, ingénieur, musicien et poète andalousi, d'origine berbère,,. La racine de son nom, qui est Afernas en berbère, est assez répandue aujourd'hui chez les berbères. Il est né à Izn-Rand Onda, en al-Andalus (actuelle Ronda, en Espagne), a vécu dans l'Émirat de Cordoue, et est réputé pour avoir tenté de voler,.

## Origines
Il est né dans une famille noble à Ronda, sous le règne des Omeyyades. Ses ancêtres ont participé à la conquête de la péninsule Ibérique . Son nom complet était Abū l-Qāsim Abbās b. Firnās b. Wardas. Il pourrait descendre d'une famille d'origine berbère qui vivait à Ronda. Il y a très peu de références à ses données biographiques. On sait qu'il était un mawlà (ou "client") omeyyade et qu'il était au service des émirs al-Ḥakam I (180/206 H.- 796/822 C.), Abd al-Raḥmān II (206/238 H.- 822/852 C.) et Muḥammad I (238/273 H.-852/886 C.).

## Travaux scientifiques
Abbas Ibn Firnas a conçu une horloge à eau appelée al-Maqata, conçu un moyen de fabriquer du verre incolore, inventé divers planisphères de verre, fabriqué des verres correcteurs, conçu une chaîne d'anneaux pouvant simuler les mouvements des planètes et des étoiles, et a mis au point un procédé pour couper le cristal de roche qui a permis à l'Andalousie (région au sud de l'Espagne actuelle) de cesser d'exporter du quartz en Égypte pour être coupé,. Il aurait également élaboré une sphère armillaire et un planétarium.

## Aviation
Quelque sept siècles après la mort de Firnas, l'historien algérien Ahmed Mohammed al-Maqqari (mort en 1632) a écrit une description de Firnas qui comprenait ce qui suit :

« Parmi d'autres expériences très curieuses qu'il a faites, l'une est son essai de voler. Il se couvrit de plumes, attacha deux ailes à son corps et, s'élevant, se jeta dans les airs, quand, d'après le témoignage de plusieurs écrivains de confiance qui assistèrent à la représentation, il vola sur une distance considérable, comme s'il avait été un oiseau, mais en atterrissant à l'endroit d'où il avait commencé, son dos était très endommagé, ne sachant pas que les oiseaux atterrissent sur leurs queues, il a oublié de s'en fournir d'une. »

On dit qu'al-Maqqari a utilisé dans ses travaux d'histoire « beaucoup de sources anciennes n'existant plus », mais dans le cas de Firnas, il ne cite pas ses sources pour les détails du fameux vol, bien qu'il réclame qu'un verset dans un poème arabe du ixe siècle est en fait une allusion au vol de Firnas. Le poème a été écrit par Mu'min ibn Said, un poète de la cour de Cordoue sous Muhammad Ier (mort en 886), qui le connaissait, et généralement critique d'Ibn Firnas. Le verset pertinent fait savoir : « Il a volé plus vite que le phénix dans son vol quand il a habillé son corps dans les plumes d'un vautour ». Aucune autre source survivante ne se réfère à l'événement.
Il aurait effectué sa tentative en s'élançant d'une tour (ou d'une falaise selon la version) à l'âge déjà avancé de 60 ans et en aurait survécu miraculeusement. Il en aurait compris la nécessité des plumes de la queue des oiseaux dans la phase d'atterrissage.
Il a été suggéré que la tentative de vol plané d'Ibn Firnas aurait pu inspirer la tentative d'Eilmer de Malmesbury entre 1000 et 1010 en Angleterre, mais il n'y a aucune preuve justifiant cette hypothèse.

## Armen Firman
Armen Firman peut être le nom latinisé d'Abbas Ibn Firnas.

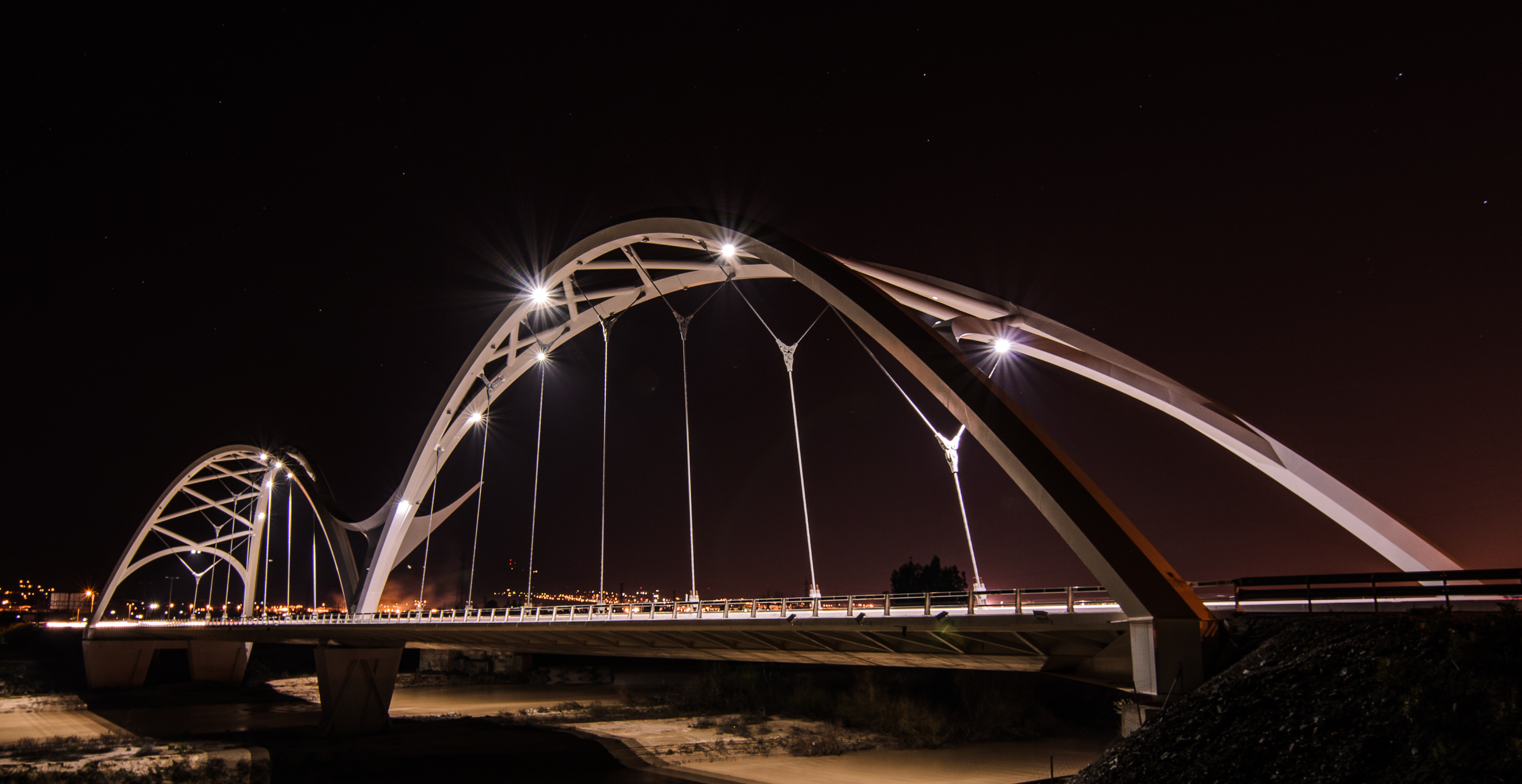
Le pont Abbas Ibn Firnas à Cordoue

Selon certaines sources secondaires, environ 20 ans avant qu'Ibn Firnas ait tenté de voler, il aurait pu être témoin de Firman alors qu'il s'enveloppait dans un manteau avec des entretoises en bois et avait sauté d'une tour à Cordoue, avec l'intention d'utiliser le vêtement comme des ailes sur lequel il pouvait planer. La prétendue tentative de vol a été infructueuse, mais le vêtement a suffisamment ralenti sa chute pour qu'il ne subisse que des blessures mineures.
Toutefois, il n'y a aucune référence à Armen Firman dans d'autres sources secondaires, dont traitent de manière exhaustive la tentative de vol d'Ibn Firnas,,. Armen Firman n'est pas mentionné dans le compte d'al-Maqqari.
Comme cette histoire n'a été notée que dans une seule source primaire, al-Maqqari, et que le saut de Firman aurait été la source d'inspiration d'Ibn Firnas, l'absence de mention de Firman dans le compte d'al-Maqqari peut indiquer que le saut de la tour a plus tard été confondu avec la tentative de planer d'Ibn Firnas, dans les écrits secondaires.

## Postérité
Le cratère Ibn Firnas sur la Lune est nommé en son honneur et l'un des ponts sur le fleuve Guadalquivir, à Cordoue, inauguré en 2011. La Libye a produit un timbre-poste à son effigie.